# Mạnh Cách Bố Lộc
Mạnh Cách Bố Lộc (tiếng Mãn: ᠮᡝᠩᡤᡝᠪᡠᠯᡠ, chuyển tả: Menggebulu, tiếng Trung: 孟格布禄; bính âm: Mènggébùlù, 1565-1600) thuộc Na Lạp thị, con trai của Vương Đài, là một Cáp Đạt Bối lặc.

## Cuộc đời
Mạnh Cách Bố Lộc sinh năm 1565, là con trai của Vạn Hãn Vương Đài. Vào năm 19 tuổi, ông được kế thừa chức Long Hổ Tướng quân, Tả Đô đốc của cha.
Đương thời, các con trai của Vương Đài giết hại lẫn nhau, Diệp Hách thường thừa cơ cướp bóc, do vậy thế lực của Cáp Đạt suy kiệt dần. Sau khi Hỗ Nhĩ Can mất, con trai trưởng là Đại Thiện kế vị.
Năm Vạn Lịch thứ 19 (1591), ông hợp tác với Diệp Hách, mưu sát cháu trai là Đại Thiện, tự lập vi quân.
Năm thứ 21 (1593), do Kiến Châu Nữ Chân của Nỗ Nhĩ Cáp Xích trở nên lớn mạnh, liên quân 9 bộ do Diệp Hách lãnh đạo đã tiến đánh Nỗ Nhĩ Cáp Xích tại Cổ Lặc Sơn, tuy nhiên liên quân đã đại bại, Mạnh Cách Bố Lộc đào thoát được về Cáp Đạt.
Năm thứ 27 (1599), Diệp Hách Bối lặc là Nạp Lâm Bố Lộc tiến đánh Cáp Đạt, Mạnh Cách Bố Lộc không chống đỡ nổi, cầu xin Nỗ Nhĩ Cáp Xích phái viện binh. Nỗ Nhĩ Cáp Xích phái Phí Anh Đông, Cát Cái cùng 2000 binh lính viện trợ Cáp Đạt. Nạp Lâm Bố Lộc lo sợ liên quân, thông qua triều đình nhà Minh đề nghị Mạnh Cách Bố Lộc liên hiệp chống lại Kiến Châu và được chấp thuận. Tuy nhiên, cơ mật bị lộ, Phí Anh Đông báo cáo sự việc cho Nỗ Nhĩ Cáp Xích. Tháng 9 cùng năm, Nỗ Nhĩ Cáp Xích đánh Cáp Đạt thành, Mạnh Cách Bố Lộc bị Dương Cổ Lợi bắt sống. Nỗ Nhĩ Cáp Xích lệnh không giết và triệu Mạnh Cách Bố Lộc đến và thu phục làm thuộc hạ. Tuy nhiên không lâu sau, Mạnh Cách Bố Lộc và Cát Cái đồng mưu sát hại Nỗ Nhĩ Cáp Xích song bị lộ, cả hai bị giết chết.